# مسجد نوفوغرودوك

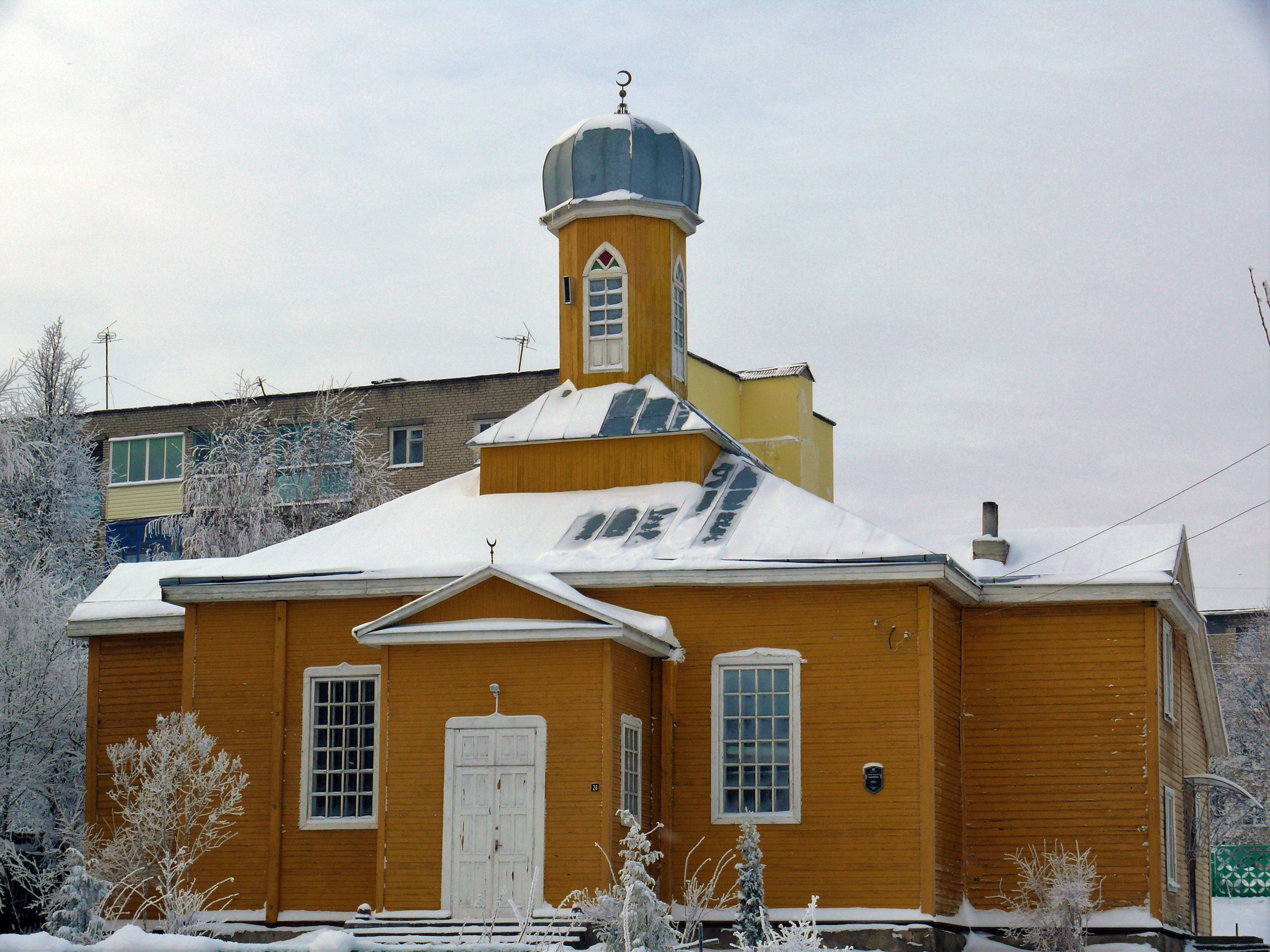
مسجد نوفوغرودوك

مسجد نوفوغرودوك ( (بالبيلاروسية: Навагрудская мячэць) ، (بالبولندية: Meczet w Bohonikach)‏ ) هو مسجد مصمم من الخشب يقع في نوفوغرودوك، مقاطعة غرودنو في بيلاروسيا . 
كان مسجد نوفوغرودوك أكبر مسجد لتتار ليبكا في الجمهورية البولندية الثانية؛ وهم التتار المسلمون الذين لجؤوا بعد انهيار الإمبراطورية المنغولية، عند دوق ليتوانيا المسيحي ليبكا في عام 1397. هربًا من الحاكم التركي المنغولي تيمورلنك. زاره الرئيس البولندي، إيجنيس موشيكي .  في 22 سبتمبر 1929، في سابقة تعتبر الأولى من نوعها؛ إذ يعتبر أول مسجد يزوره مسؤول بولندي كبير.
بعد الحرب العالمية الثانية، حُوِّل مسجد نوفوغرودوك إلى مبنى سكني (تم تدمير المئذنة والبرج). خلال فترة التسعينات، كانت هناك جهود متزايدة لإعادة بناء مسجد نوفوغرودوك وترميمه. تمت إعادة فتح المسجد في عام 1997.